# I Am the Weapon
I Am the Weapon è il quindicesimo album in studio del gruppo musicale statunitense Flotsam and Jetsam, pubblicato nel 2024 dalla AFM Records.

## Tracce
1. A New Kind of Hero
2. Primal
3. I Am the Weapon
4. Burned My Bridges
5. The Head of the Snake
6. Beneath the Shadows
7. Gates of Hell
8. Cold Steel Lights
9. Kings of the Underworld
10. Running Through the Fire
11. Black Wings

## Formazione
- Steve Conley - chitarra
- Eric "A.K." Knutson - voce
- Michael Gilbert - chitarra
- Bill Bodily - basso
- Ken Mary - batteria